# Ljubezni Sinjebradca
Ljubezni Sinjebradca: Zgodba o iskalcu je roman Vinka Möderndorferja, ki je izšel leta 2005 pri založbi DZS.
Poljski prevod dela, ki je izšel leta 2011 pri založbi Międzymorze v Gdansku, nosi naslov Miłości Sinobrodego: opowieść o poszukiwaczu.

## Vsebina
Roman je prvoosebna pripoved računalniškega programerja, japija, ki ga zapusti dekle Sonja. Japi nato naveže stik s slačipunco Emiro. Inšpektor Kuzmanovič ugotovi, da so brez sledu izginila štiri nekdanja programerjeva dekleta, Sidika, Sabina, Marta in Sonja. Japi tako pristane v začasnem priporu, inšpektor pa odkrije štiri knjige, intimne Sinjebradčeve zapiske, ki ohranjajo spomin na ženske njegovega življenja. Slednje razkrijejo vsaka svojo ljubezensko zgodbo. Sinjebradec se izkaže kot racionalist in materialist, ki si ženske jemlje kot blago za svojo posest. Vse izbrane ženske izhajajo iz nižjega socialnega sloja, prav tako se spopadajo z osamljenostjo. Japi je tisti, ki le navidezno rešuje socialne stiske žensk, v zameno pa pričakuje, da so mu vedno na razpolago za spolne usluge. Japi šele v priporu spozna, kako resnično prazno je njegovo življenje. 

## Odmevi

### Članki
Tina Bilban: Vinko Möderndorfer, Ljubezni Sinjebradca. 
Igor Bratož: Tudi o smislu ljubezni: Vinko Möderndorfer, Ljubezni Sinjebradca – zgodba o iskalcu, DZS, Ljubljana, 2005 ...
Jelka Ciglenečki: Vinko Möderndorfer: Ljubezni Sinjebradca: Dnevnik (zbirka Slovenska zgodba), Ljubljana, 2005. 
Igor Grdina: Ljubezni Sinjebradca.
Majda Suša: Med izbranimi tudi Tito amor mijo.

### Diplomska in magistrska dela
Amadea Kovič: Ženska v sodobnem slovenskem romanu 3. tisočletja: Magistrsko delo. 
Darinka Lamut: Podoba sodobne slovenske družbe v prozi Vinka Möderndorferja: Diplomsko delo.
Tanja Slapar: Romani Vinka Möderndorferja: Diplomsko delo.